# Luật Grimm
Luật Grimm (Grimm's law, còn gọi là loạt biến âm ngôn ngữ German thứ nhất (First Germanic Sound Shift) hay quy tắc Rask (Rask's rule)) là một tập hợp phát biểu của Jacob Grimm và Rasmus Rask mô tả cách mà phụ âm tắc ngôn ngữ Ấn-Âu nguyên thủy (PIE) phát triển trong ngôn ngữ German nguyên thủy (Proto-Germanic/PG, tiền thân chung của ngữ tộc German). Nó cho ta thấy một loạt sự đối ứng giữa âm tắc và xát trong các ngôn ngữ German với âm tắc trong một số ngôn ngữ Ấn-Âu centum khác (Grimm chủ yếu lấy tiếng Latinh ra làm minh họa).

## Lịch sử
Luật Grimm là loạt biến âm có hệ thống đầu tiên được tìm ra, giúp đưa âm vị học lịch sử trở thành một ngành học riêng trong ngôn ngữ học lịch sử. Sự đối ứng giữa âm p tiếng tiếng Latinh với âm f trong ngôn ngữ German được Friedrich von Schlegel ghi nhận trước tiên, vào năm 1806. Năm 1818, Rasmus Rask mở rộng sự đối ứng ra, so sánh với cả tiếng Hy Lạp và tiếng Phạn. Năm 1822, Jacob Grimm ghi lại luật này trong cuốn Deutsche Grammatik, và nhìn nhận sự tác động trong tiếng Đức chuẩn. Ông còn nhận ra rằng có nhiều từ sai khác với điều mà luật dự đoán, những ngoại lệ này làm các nhà ngôn ngữ học lúng túng trong vài thập niên, cho đến khi chúng được nhà ngôn ngữ học Đan Mạch Karl Verner giải thích thỏa đáng bằng luật Verner.

## Tổng quan
Luật Grimm gồm ba phần, xảy ra liền kề nhau theo chuỗi biến âm dây chuyền (chain shift). Các phần thường được liệt kê như sau:
1. Âm tắc vô thanh PIE trở thành âm xát vô thanh.
2. Âm tắc hữu thanh PIE trở thành âm tắc vô thanh
3. Âm tắc bật hơi hữu thanh trở thành âm tắc hữu thanh và âm xát (như tha âm).

Chuỗi biến âm dây chuyền này (theo thứ tự 3,2,1) có thể được thể hiện như sau:
- bʰ > b > p > ɸ
- dʰ > d > t > θ
- gʰ > g > k > x
- gʷʰ > gʷ > kʷ > xʷ

Ở đây mỗi âm vị PIE chạy một nấc về bên phải để trở thành âm vị ngôn ngữ German nguyên thủy. Để ý rằng trong PG, âm được viết là ⟨b⟩, ⟨d⟩, ⟨g⟩ và ⟨gw⟩ là âm tắc trong một số trường hợp và xát trong số khác, nên bʰ > b được hiểu là bʰ > b/β. Âm xát vô thanh PG được quy ước viết là ⟨f⟩, ⟨þ⟩, ⟨h⟩ và ⟨hw⟩.
Nguyên nhân chính xác của chuỗi biến âm này chưa rõ ràng, và có lẽ phải trải qua một số bước trung gian.

## Ví dụ
| PIE            | Nghĩa           | Từ cùng gốc phi German | Thay đổi               | Ngôn ngữ German nguyên thủy | Ví dụ từ ngôn ngữ German |
| -------------- | --------------- | --- | ---------------------- | --------------------------- | --- |
| *pṓds          | "chân"          | Tiếng Hy Lạp cổ đại: πούς, ποδός (poús, podós), tiếng Latinh: pēs, pedis, tiếng Phạn: pāda, tiếng Nga: под (pod) "dưới; sàn", tiếng Litva: pėda, tiếng Latvia: pēda, tiếng Ba Tư: پا (pa) | *p > f [ɸ]             | *fōt-                       | Tiếng Anh: foot, tiếng Tây Frisia: foet, tiếng Đức: Fuß, tiếng Goth: fōtus, tiếng Iceland, tiếng Faroe: fótur, tiếng Đan Mạch: fod, tiếng Na Uy, tiếng Thụy Điển: fot                                                                          |
| *trit(y)ós     | "thứ ba"        | Tiếng Hy Lạp cổ đại: τρίτος (tritos), tiếng Latinh: tertius, tiếng Wales: trydydd, tiếng Phạn: treta, tiếng Nga: третий (tretij), tiếng Litva: trečias, tiếng Albania: tretë              | *t > þ [θ]             | *þridjô                     | Tiếng Anh: third, tiếng Frisia cổ: thredda, tiếng Saxon cổ: thriddio, tiếng Goth: þridja, tiếng Iceland: þriðji, tiếng Đan Mạch, tiếng Thụy Điển: tredje                                                                                       |
| *ḱwón- ~ *ḱun- | "chó"           | Tiếng Hy Lạp cổ đại: κύων (kýōn), tiếng Latinh: canis, tiếng Wales: ci (số nhiều cwn), tiếng Ba Tư: سگ (sag)                                                                              | *k > h [x]             | *hundaz                     | Tiếng Anh: hound, tiếng Hà Lan: hond, tiếng Đức: Hund, tiếng Goth: hunds, tiếng Iceland, tiếng Faroe: hundur, tiếng Đan Mạch, tiếng Na Uy, tiếng Thụy Điển: hund                                                                               |
| *kʷód          | "[cái] gì"      | Tiếng Latinh: quod, tiếng Ireland: cad, tiếng Phạn: kád, tiếng Nga: ко- (ko-), tiếng Litva: kas                                                                                           | *kʷ > hw [xʷ]          | *hwat                       | Tiếng Anh: what, tiếng Goth: ƕa ("hwa"), tiếng Iceland: hvað, tiếng Faroe: hvat, tiếng Đan Mạch: hvad, tiếng Na Uy: hva |
| *dʰewb-        | "sâu"           | Tiếng Litva: dubùs | *b > p [p]             | *deupaz                     | Tiếng Anh: deep, tiếng Tây Frisia: djip, tiếng Hà Lan: diep, tiếng Iceland: djúpur, tiếng Thụy Điển: djup, tiếng Goth: diups |
| *déḱm̥t         | "mười"          | Tiếng Latinh: decem, tiếng Hy Lạp: δέκα (déka), tiếng Ireland: deich, tiếng Phạn: daśan, tiếng Nga: десять (desyat'), tiếng Litva: dešimt                                                 | *d > t [t]             | *tehun                      | Tiếng Anh: ten, tiếng Hà Lan: tien, tiếng Goth: taíhun, tiếng Iceland: tíu, tiếng Faroe: tíggju, tiếng Đan Mạch, tiếng Na Uy: ti, tiếng Thụy Điển: tio                                                                                         |
| *gel-          | "lạnh"          | Tiếng Latinh: gelū, tiếng Hy Lạp: γελανδρός (gelandrós), tiếng Litva: gelmenis, gelumà | *g > k [k]             | *kaldaz                     | Tiếng Anh: cold, tiếng Tây Frisia: kâld, tiếng Hà Lan: koud, tiếng Đức: kalt, tiếng Iceland, tiếng Faroe: kaldur, tiếng Đan Mạch: kold, tiếng Na Uy: kald, tiếng Thụy Điển: kall                                                               |
| *gʷih₃wós      | "[còn] sống"    | Tiếng Litva: gyvas, tiếng Nga: живой (živoj), tiếng Phạn: jīvá- | *gʷ > kw [kʷ]          | *kwi(k)waz                  | Tiếng Anh: quick, tiếng Tây Frisia: kwik, kwyk, tiếng Hà Lan: kwiek, tiếng Đức: keck, tiếng Goth: qius, tiếng Iceland, tiếng Faroe: kvikur, tiếng Đan Mạch: kvik, tiếng Thụy Điển: kvick, tiếng Na Uy kvikk ("còn sống" > "hoạt bát, mau, lẹ") |
| *bʰréh₂tēr     | "anh em"        | Tiếng Phạn: bhrātṛ, tiếng Hy Lạp cổ đại: φρατήρ (phrātēr) ("đồng hương, đồng đội"), tiếng Latinh: frāter                                                                                  | *bʰ > b [b ~ β]        | *brōþēr                     | Tiếng Anh: brother, tiếng Tây Frisia, tiếng Hà Lan: broeder, tiếng Đức: Bruder, tiếng Goth: broþar, tiếng Iceland, tiếng Faroe: bróðir, tiếng Đan Mạch, tiếng Na Uy, tiếng Thụy Điển: broder                                                   |
| *médʰu         | "mật ong"       | Tiếng Phạn: mádhu, tiếng Hy Lạp Homer: μέθυ (methu) | *dʰ > d [d ~ ð]        | *meduz                      | Tiếng Anh: mead, tiếng Đông Frisia: meede, tiếng Hà Lan: mede, tiếng Đan Mạch, tiếng Na Uy: mjød, tiếng Iceland: mjöður, tiếng Thụy Điển: mjöd                                                                                                 |
| *steygʰ-       | "đi"            | Tiếng Phạn: stighnoti, tiếng Hy Lạp cổ đại: στείχειν (steíkhein) | *gʰ > g [ɡ ~ ɣ]        | *stīganą                    | Tiếng Anh cổ: stīgan, tiếng Hà Lan: stijgen, tiếng Đức: steigen, tiếng Iceland, tiếng Faroe: stíga, tiếng Đan Mạch, tiếng Na Uy: stige, tiếng Goth: steigan (nghĩa đều là "leo, trèo")                                                         |
| *ǵʰans-        | "ngỗng"         | Tiếng Latinh: anser < *hanser, tiếng Hy Lạp cổ đại: χήν (khēn), tiếng Phạn: hamsa ("thiên nga"), tiếng Litva: žąsis, tiếng Nga: гусь (gus'), tiếng Ba Tư: غاز (ğaz)                       | *gʰ > g [ɡ ~ ɣ]        | *gans-                      | Tiếng Anh: goose, tiếng Tây Frisia: goes, guos, tiếng Hà Lan: gans, tiếng Đức: Gans, tiếng Iceland: gæs, tiếng Faroe: gás, tiếng Đan Mạch, tiếng Na Uy, tiếng Thụy Điển: gås                                                                   |
| *sengʷʰ-       | "hát"           | Tiếng Hy Lạp Homer: ὀμφή (omphē) "giọng" | *gʷʰ > gw [ɡʷ] (sau n) | *singwaną                   | Tiếng Anh: sing, tiếng Tây Frisia: sjonge, tiếng Hà Lan: zingen, tiếng Đức: singen, tiếng Goth: siggwan, Old tiếng Iceland: syngva, syngja, tiếng Iceland, tiếng Faroe: syngja, tiếng Thụy Điển: sjunga, tiếng Đan Mạch: synge, sjunge         |
| *gʷʰedʰ-       | "đòi, xin, cầu" | Tiếng Ireland: guigh, tiếng Wales: gweddïo, tiếng Slav Giáo hội cổ: žędati, tiếng Ba Tư cổ: jadiyāmiy ("năn nỉ")                                                                          | *gʷʰ > gw > {b, gw}    | *bidjaną                    | Tiếng Anh: bid, tiếng Tây Frisia: bidde, tiếng Hà Lan: bidden, tiếng Đức: bitten, tiếng Đan Mạch: bede, tiếng Iceland: biðja, tiếng Goth: bidjan                                                                                               |